# Athetis atriluna
Athetis atriluna là một loài bướm đêm trong họ Noctuidae.